# La Colombe sauvage
La Colombe sauvage (également connue sous le nom de colombe des bois ; en tchèque : Holoubek), op. 110, B. 198 (1896), est le quatrième poème orchestral composé par Antonín Dvořák. 
Composée en octobre et novembre 1896, avec une révision en janvier 1897, la première fut donnée le 20 mars 1898  à Brno sous la direction de Leoš Janáček. L'histoire est tirée du poème du même nom de Kytice, un recueil de ballades écrit par le poète tchèque Karel Jaromír Erben.  

## Thème
La musique raconte l'histoire d'une jeune femme qui empoisonne son mari et fait semblant d'être triste lors de ses funérailles. Elle tombe ensuite amoureuse d'un jeune homme et, au bout d'un mois, ils se marient. Mais un jour, une colombe se pose sur la tombe du défunt mari et son cri insupportable rappelle sans cesse à la femme qu'elle l'a tué. Finalement, incapable de supporter le poids de sa conscience, elle finit par se suicider